# Zachar Borisovič Vulich
Zachar Borisovič Vulich (rusky Захар Борисович Вулих, 17. února 1844, Oděsa – 23. února 1897, Petrohrad) byl ruský matematik a pedagog.

## Život
Byl synem obchodníka v Oděse a po ukončení gymnázia vstoupil na fakultu fyziky a matematiky Petrohradské univerzity, kde promoval v roce 1868.
Vyučoval na petrohradských vojenských školách, ženském gymnáziu a na pedagogických kurzech pro ženy. V roce 1885 byl pozván, aby přednášel dětem cara Alexandra III.: Georgiji Alexandroviči a Xenii Alexandrovně a poté Michailu Alexandroviči a Olze Alexandrovně. V roce 1886 mu byla udělena hodnost státního rady.
Je autorem díla „Krátký kurz geometrie a sbírka geometrických problémů“ a velkého počtu článků. Vyučoval aritmetiku na Mariinském institutu (1892), byl inspektorem 3. vojenské školy, stálým členem výcvikového výboru na hlavním ředitelství vojenských škol a inspektorem Alexandrova lycea.
V roce 1867 vstoupil do manželství s Elenou Antonovnou Berezovskou (1845–1918), vnučkou plukovníka Štěpána Semenoviče Vasilkovského, velitele pevnosti města Kilija, hrdiny války v roce 1812. Z tohoto manželství se narodily dvě děti. Poté uzavřel druhé manželství s Ninou Alexandrovnou Volkovickou a narodil se mu syn a dcera.
Byl pohřben na Novoděvičím hřbitově v Petrohradě.